# 里奇鎮區 (北達科他州卡斯縣)
里奇鎮區（英語：Rich Township）是位於美國北達科他州卡斯縣的一個鎮區。

## 地方資料
里奇鎮區的面積為93.60平方千米，當中陸地面積為93.49平方千米，而水域面積為0.11平方千米。根據2020年美國人口普查的數據，當地共有人口71人，而人口密度為每平方千米0.76人。